# CPT (Incoterm)

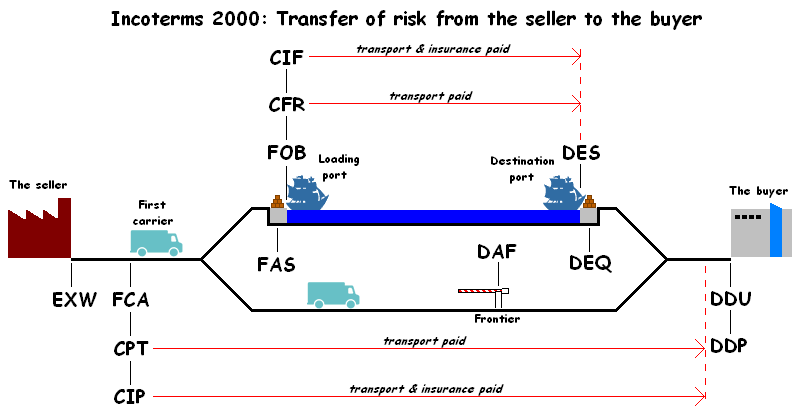
Các nhóm chính trong Incoterm 2000

Vận chuyển trả tiền cho là cụm từ dịch từ thuật ngữ Carriage Paid To (viết tắt CPT). Đây là một điều kiện của Incoterm. Nó có thể sử dụng trong mọi phương thức vận Vận chuyển trả tiền cho ải, bao gồm cả vận tải đa phương thức. Theo điều kiện CPT thì bên bán thanh toán cước phí vận tải tới điểm đến đã chỉ định. Bên mua thanh toán phí bảo hiểm. Mọi rủi ro về hàng hóa chuyển từ bên bán sang bên mua khi hàng hóa được giao cho bên vận tải đầu tiên.